# Chiesa di Sant'Agata (Genova)
Il complesso e chiesa di Sant'Agata è luogo di culto cattolico situato nel quartiere di San Fruttuoso, in via Giuseppe De Paoli, nel comune di Genova nella città metropolitana di Genova.

## Storia

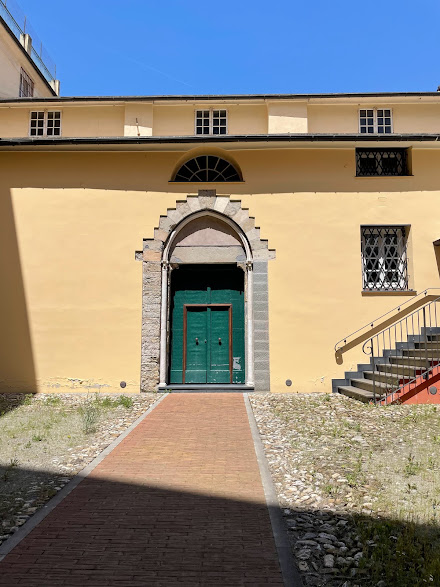
Particolare del complesso laterale

Il complesso conventuale di Sant'Agata con annesso ospitale di via, situato presso l'originaria imboccatura di levante del ponte omonimo, è citato per la prima volta in documenti del 1191 come S. Agata de capite pontis Bisannis.
Il monastero ospitò inizialmente le Monache Cistercensi. Il 30 settembre 1452 fu gravemente danneggiato da una eccezionale piena del Bisagno; le cistercensi vi rimasero fino al 1514, quando vi si insediarono le Canonichesse Lateranensi e dal 1531 i frati agostiniani.
Chiuso nel 1797 in seguito alle leggi di soppressione degli ordini religiosi, il convento fu venduto a privati; nel 1825 il complesso fu acquistato dal sacerdote don Angelo Cervetto che lo mise a disposizione di suor Vittoria Giorni, fondatrice dell'Istituto delle Maestre Pie di Sant'Agata che vi si trasferì con le consorelle nel 1827 dopo i necessari lavori di ristrutturazione; ancora oggi le Maestre Pie operano nel complesso, dove tengono una scuola materna ed elementare.
Si accede al complesso per uno stretto archivolto, sormontato da un dipinto murale raffigurante Sant'Agata e due santi, identificati come san Fruttuoso di Tarragona e sant'Antonio; appena fuori dall'ingresso del convento una breve rampa dissestata è quanto rimane dell'antico accesso al ponte di Sant'Agata, del quale si possono ancora vedere due arcate, parzialmente interrate, incluse in un cortile privato.
La chiesa attuale, integrata nel complesso conventuale, ha tre navate. La navata centrale ha quattro campate, di cui tre coperte da volte a crociera sostenute da massicci pilastri. Le navate laterali, di altezza inferiore, hanno ciascuna tre campate, anch'esse con volte a crociera. La chiesa ospita al suo interno la statua di Sant'Agata, opera di Filippo Parodi, eseguita fra il 1680 ed il 1690.